# Krop
 For alternative betydninger, se Krop (flertydig). (Se også artikler, som begynder med Krop)
Kroppen er en fællesbetegnelse for alle de fysiske dele, som tilhører et dyr eller et menneske. Mange gange bliver dele af kroppen, der sidder uden på huden som f.eks. hår ikke betragtet som en del af kroppen.
I forskellige sammenhænge bruges krop synonymt med torso, som modsætning til hoved eller ekstremiteter (lemmer).
Ofte bliver kroppen omtalt mere i forbindelse med ens udseende, helbred eller ved ens død. Når en person dør, bliver kroppen omtalt som et lig. Når et dyr dør, bliver kroppen omtalt som et kadaver.
Studiet af kroppens opbygning hedder anatomi.

## Menneskekroppen
Menneskekroppen er et menneskes fysiske struktur bestående af knogler, kød og organer, hvorpå hovedet og kroppens lemmer hænger. Vi har 639 muskler og 206 knogler i kroppen. Alle mennesker har de samme knogler, organer, og muskler, men størrelserne varierer og det er en af grundene til, at vi ser forskellige ud.